# Miloslav Muzikář
Miloslav Muzikář (16. září 1925 - 2002) byl český fotbalista, záložník.

## Fotbalová kariéra
V československé lize hrál za SK Nusle, Dynamo Praha a Baník Kladno. Dal 1 ligový gól.

## Ligová bilance
| Ročník                                | Zápasy | Góly | Klub         |
| ------------------------------------- | ------ | ---- | ------------ |
| Národní liga 1942/43                  | -      | 0    | SK Nusle     |
| Přebor československé republiky 1954  | -      | 1    | Dynamo Praha |
| Přebor československé republiky 1955  | -      | 0    | Dynamo Praha |
| 1. československá fotbalová liga 1956 | -      | 0    | Baník Kladno |
| CELKEM                                | -      | 1    |              |